# Narcisse (film, 1940)
Pour les articles homonymes, voir Narcisse.
Pour plus de détails, voir Fiche technique et Distribution.
Narcisse est un film français réalisé par Ayres d'Aguiar, sorti en 1940.

## Synopsis
Une clause du testament de son oncle obligeant le naïf Narcisse Pigeon à passer son brevet de pilote d'avion, il arrive au camp par hasard et est entraîné dans une série d'aventures à la suite desquelles il gagne, malgré lui, le brevet, dix millions et l'amour !
Un homme vient de mourir laissant sa fortune au premier de ses neveux qui sera pilote militaire. Narcisse Pigeon, un garçon un peu simple, recalé du conseil de révision est persuadé par sa famille de tenter sa chance. Un jour, chez un ami aviateur, alors qu'il prend son costume pour l'essayer, il trouve dans la poche une lettre urgente destinée à l'officier du Régiment. Il décide de l'apporter à moto en omettant qu'il a revêtu un uniforme militaire. Enrôlé involontairement dans la caserne, il est victime de la sévérité d'un sergent-major strict et tombe amoureux de Rosine, la cantinière.
Alors qu'un prototype militaire devait être essayé, Narcisse monte à bord et fait décoller l'appareil par une fausse manœuvre Après de périlleuses acrobaties exécutée sans le vouloir, à son atterrissage, il est promu chef pilote. Il gagne aussi l'amour de Rosine et les dix millions de son défunt oncle.

## Fiche technique
- Titre : Narcisse
- Réalisation : Ayres d'Aguiar assisté de Françoise Giroud
- Scénario : Maurice Diamant-Berger et Carl Lamac d'après le roman d'Anthony Kimmins
- Décors : Lucien Aguettand
- Montage : André Versein
- Musique : René Sylviano
- Photographie : Victor Arménise, Robert Juillard et Paul Cotteret
- Producteur : Ayres d'Aguiar
- Société de production : Gray-Film
- Distribution : Cocinor
- Pays d'origine :  France
- Langue : français
- Format : Noir et blanc - Mono
- Durée : 95 minutes
- Date de sortie : 
  - France : 20 mars 1940
- Affiche : Roger Cartier, Fernand François, Clément Hurel (France)

## Distribution
- Rellys : Narcisse Pigeon
- Paul Azaïs : Crépin
- Monique Rolland : Rosine
- Claude May : Josette
- André Gabriello : Le sergent-major
- Jeanne Fusier-Gir : La tante
- Georges Lannes : Le commandant
- Henri Crémieux : L'inspecteur général
- Joffre : L'oncle
- Roger Legris : Lafolle
- Georges Grey : Robert
- Robert Ozanne : Le lieutenant
- Georges Péclet : Le pilote
- Paul Demange
- Marcel Duhamel
- Jean-François Martial
- Marcel Melrac
- André Numès Fils
- Max Révol
- Luce Fabiole
- Madeleine Suffel
- Titys
- Pauline Carton

## Autour du film
- Ce film a été très probablement tourné en Belgique, comme en témoignent le style Royal Air Force des uniformes, et le type de l'avion (Hawker Hart) qui n'a jamais été utilisé par l'armée de l'air.